# 여호와의 눈
여호와의 눈(the eyes of the Lord, בְּעֵינֵ֥י יְהוָֽה)은 히브리어 성경에 나오는 용어로서 '여호와 보시기'라는 말로도 해석되는데 주로 여호와 하나님이 인간의 선과 악에 대한 행동을 감찰하고 판단하는데 사용된다. 이 어법은 여호와 보시기에 정직하게 행하였거나 혹은 여호와 보시기에 정직하게 행하지 아니하였더라의 문구와 함께 사용된다. 솔로몬 왕이 이방 여인들의 신들을 따랐는데 이 일을 악으로 표현하고 있다. 열왕기상 11장 6절에서 여호와 눈앞에서 악을 행하였고 이 악에 대한 결과로 여호가 진노하여 다윗왕국이 분열되는 원인이 되었다고 기록되어있다. 
여호와 하나님은 선과 악을 심판하시는 분이기에 여호와 하나님 앞에서 즉 코람데오의 사상과 관련된다. 여호와의 눈은 신약성경에서 하나님의 임재에 해당된다. 여호와의 눈과 반대되는 '인간의 눈'(역대하 20:12)은 여호와를 바라보는 눈으로 하나님을 의존하는 표현이다. 유다왕 중에서 눈과 관련된 가장 비참한 기록은 열왕기하 25장 7절에 나온다. 갈대아 군사가 시드기야 왕의 아들들을 시드기아의 눈앞에서 죽이고 시드기야의 두 눈을 빼고 사슬로 결박하여 바벨론으로 끌어갔다는 내용이다. 여호와의 눈 앞에서 비극적인 심판의 모습을 보인 유다 왕 시드기야 눈을 대조적으로 보여는 장면이다.

## 구약성경

### 신명기와 이스라엘의 백성들
- 신명기 6:18 여호와께서 보시기에 정직하고 선량한 일을 행하라 그리하면 네가 복을 받고 그 땅에 들어가서 여호와께서 모든 대적을 네 앞에서 쫓아내시겠다고 네 조상들에게 맹세하신 아름다운 땅을 차지하리니 여호와의 말씀과 같으니라

### 유다와 이스라엘의 왕들
유다와 이스라엘의 왕들이 여호와 하나님 앞에서 율법과 명령을 바르게 행하였는지를 보여주는 곳이 열왕기 상, 하 그리고 역대상, 하에서 집중적으로 기록되어 있다.
- 열왕기상 11: 6 솔로몬이 여호와의 눈앞에서 악을 행하여 그의 아버지 다윗이 여호와를 온전히 따름 같이 따르지 아니하고
- 열왕기상 14:22 유다가 여호와 보시기에 악을 행하되 그의 조상들이 행한 모든 일보다 뛰어나게 하여 그 범한 죄로 여호와를 노엽게 하였으니
- 열왕기상 15:5 여호와 보시기에 정직하게 행하고 자기에게 명령하신 모든 일을 어기지 아니하였음이라
- 열왕기상 15:34 바아사가 여호와 보시기에 악을 행하되 여로보암의 길로 행하며 그가 이스라엘에게 범하게 한 그 죄 중에 행하였더라
- 열왕기상 16:7 여호와의 말씀이 하나니의 아들 선지자 예후에게도 임하사 바아사와 그의 집을 꾸짖으심은 그가 여로보암의 집과 같이 여호와 보시기에 모든 악을 행하며 그의 손의 행위로 여호와를 노엽게 하였음이며 또 그의 집을 쳤음이더라
- 역대하 16:9 여호와의 눈은 온 땅을 두루 감찰하사 전심으로 자기에게 향하는 자들을 위하여 능력을 베푸시나니 이 일은 왕이 망령되이 행하였은즉 이 후부터는 왕에게 전쟁이 있으리이다 하매
- 역대하 20: 32 여호사밧이 그의 아버지 아사의 길로 행하여 돌이켜 떠나지 아니하고 여호와 보시기에 정직하게 행하였으나
- 역대하 25: 2 아마샤가 여호와께서 보시기에 정직하게 행하기는 하였으나 온전한 마음으로 행하지 아니하였더라
- 역대하 26:4 웃시야가 그의 아버지 아마샤의 모든 행위대로 여호와 보시기에 정직하게 행하며
- 역대하 28:1 아하스가 왕위에 오를 때에 나이가 이십 세라 예루살렘에서 십육 년 동안 다스렸으나 그의 조상 다윗과 같지 아니하여 여호와 보시기에 정직하게 행하지 아니하고
- 역대하 29:2 히스기야가 그의 조상 다윗의 모든 행실과 같이 여호와 보시기에 정직하게 행하여
- 역대하 34:2 여호와 보시기에 정직하게 행하여 그의 조상 다윗의 길로 걸으며 좌우로 치우치지 아니하고[3]

### 성문서(케투빔)
시편과 잠언서에는 여호와 하나님앞에서 개인들의 삶에 대한 하나님의 감찰을 주로 기록하였다.
- 시편 15:4 그의 눈은 망령된 자를 멸시하며 여호와를 두려워하는 자들을 존대하며 그의 마음에 서원한 것은 해로울지라도 변하지 아니하며
- 시편 34:15 여호와의 눈은 의인을 향하시고 그의 귀는 그들의 부르짖음에 기울이시는도다
- 잠언 5:21 대저 사람의 길은 여호와의 눈 앞에 있나니 그가 그 사람의 모든 길을 평탄하게 하시느니라
- 잠언 15:3 여호와의 눈은 어디서든지 악인과 선인을 감찰하시느니라

## 다른 단어와 함께 사용된 곳
여호와의 눈은 마음이라는 단어와 함께 사용되어 나온다.
- 열왕기상 9:3 여호와께서 그에게 이르시되 네 기도와 네가 내 앞에서 간구한 바를 내가 들었은즉 나는 네가 건축한 이 성전을 거룩하게 구별하여 내 이름을 영원히 그 곳에 두며 내 눈길과 내 마음이 항상 거기에 있으리니

## 같이 보기
- 코람데오
- 코람 호미니부스
- 여호와를 경외하라

## 참고 문헌
- (공)저: 데이비드 스완슨, 하나님의 눈으로 나를 찾다 (생명의 말씀사, 2014).
- 허재철, 여호와의 눈 (기독교문화사: 1993).